# CV-50
La CV-50 es una carretera autonómica valenciana que une las comarcas de Safor, la Ribera Alta, la Hoya de Buñol y el Campo de Turia, y su recorrido va de Tabernes de Valldigna a Liria, todas ellas en la provincia de Valencia. Pertenece a la Red Autonómica de Carreteras de la Generalitat Valenciana.

## Nomenclatura

Indicador

La carretera CV-50 pertenece a la red de carreteras de la Generalidad Valenciana. Su nombre está formado por: CV, que indica que es una carretera autonómica de la Comunidad Valenciana; y el 50 es el número que recibe según el orden de nomenclaturas de las carreteras de la CV.
Puede considerarse esta denominación un intento de numerar las rondas de la ciudad de Valencia[cita requerida] siguiendo a la V-30, luego vendría la inexistente V-40 (que recibe el nombre de A-7) y luego la V-50 (que al ser de titularidad autonómica, es CV-50). Aun así, ni existe un V-40 y la CV-40 no ha sido nunca una ronda de la ciudad.

## Historia
Anteriormente, cuando era de titularidad estatal, la CV-50 tenía la denominación de C-3322, su recorrido era el mismo que el actual, salvo en el tramo Cheste-Chiva el cual discurría a través de esta última y atravesaba la N-III (el trazado actual corresponde a la VV-3064). Se trataba de una carretera comarcal que unía las comarcas de Safor, Ribera Alta, Hoya de Buñol y el Campo de Turia.

## Trazado Actual
La CV-50 inicia su recorrido en la N-332 en el término municipal de Tabernes de Valldigna, atraviesa esta población y se dirige hacia el interior. Llega a la población de Alcira bordeándola, en este punto se conecta con otras carreteras autonómicas importantes como la CV-41 que se dirige a Játiva y la CV-42 que se dirige a Almusafes, aquí hay un tramo de 5 km en que se desdobla y terminando este desdeblamiento en el enlace con la A-7 que se dirige hacia Alicante por el interior y a Albacete, llega a La Alcudia y continúa su itinerario hacia las poblaciones de Carlet, Catadau, Llombay, Real, Montroy, Turís y Godelleta. Antes de llegar a la siguiente población que es Chiva, cruza la A-3 que une Valencia con Madrid. 
La CV-50 continúa dirigiéndose hacia Cheste, y después de esta población entra en la comarca del Campo de Turia, la primera población que atraviesa de esta comarca es Villamarchante aquí enlaza con la carretera CV-370 que une esta población con Ribarroja del Turia, Manises y Valencia futuro "eje del Turia". Desde Villamarchante hasta Benaguacil se están ejecutando las obras de desdoblamiento de la carretera. A partir de Benaguacil se ha inaugurado un nuevo tramo de autovía que circunvala las poblaciones de Benaguacil, Benisanó y Puebla de Vallbona finalizando su recorrido en el enlace con la Autovía del Turia CV-35 que une Valencia con Ademuz.

## Futuro de la CV-50
La CV-50 se pretende desdoblar, convertirla en autovía autonómica y será otro de los cinturones que circunvalen el Área Metropolitana de Valencia. También se prevé continuar su recorrido, fusionándolo con el de la CV-25 y atravesar la Sierra Calderona hasta enlazar con la Autovía Mudéjar A-23, este tramo comprenderá realizar un túnel que atraviese la sierra.
Actualmente ya se han comenzado a realizar las obras de desdoblamiento entre el enlace con la Autovía de Ademuz y Villamarchante.